# Morgan Jones (personaggio)
(Morgan Jones a Rick Grimes)
Morgan Jones è un personaggio delle serie televisive The Walking Dead e Fear the Walking Dead, interpretato da Lennie James. Sia nella serie tv sia nei fumetti è un padre devoto che lotta per superare la recente morte di sua moglie. Lui e suo figlio cercano rifugio nella città natale di Rick (Cynthiana, Kentucky, nei fumetti, una piccola città in Georgia nella serie televisiva) subito dopo lo scoppio dell'epidemia zombi. È il primo personaggio a prendere parte al crossover tra The Walking Dead e Fear the Walking Dead, diventando uno dei protagonisti di quest'ultima.

## Biografia del personaggio

### Fumetto
Nel fumetto Morgan incontra Rick mentre quest'ultimo vaga attorno a casa sua, scambiandolo per uno zombi lo tramortisce. Racconta a Rick dei due mesi successivi allo scoppio dell'epidemia.
Morgan e Duane vengono mostrati alcuni mesi dopo durante l'inverno all'interno della loro casa nel tentativo di preservare le tradizioni natalizie.
Nei mesi successivi Duane cade preda dei “vaganti” e Morgan, incapace di uccidere suo figlio, lo incatena all'interno dell'abitazione. Inizia così a deteriorarsi la sua salute mentale, a tal punto che comincia ad assassinare sopravvissuti per cibare così suo figlio zombi. Rick insieme a suo figlio Carl e Abraham, arrivano di nuovo alla città con l'intento di riportare Morgan nel gruppo. Egli sviluppa rapidamente una fissazione per Carl che gli ricorda di Duane. Nel gruppo diventa uno dei difensori primari del loro campo, e approfondisce il suo legame con Michonne, entrambi legati da forti traumi vissuti per la perdita dei loro cari.
Una volta giunti ad Alessandria gli viene assegnato il ruolo di cuoco. Nella sicurezza della nuova città allaccia una relazione con Michonne, nonostante si senta costantemente frustrato perché convinto di star tradendo la moglie, ormai morta da tempo (cosa che farà incrinare la loro relazione).
Verrà colto di sorpresa e morso sul braccio da un vagante. Michonne nel tentativo di salvarlo gli amputerà il braccio, però Morgan successivamente morirà per l'eccessiva emorragia.

### Serie televisiva
Nella serie TV Morgan è un padre affettuoso e devoto che cerca di mantenere il figlio Duane in vita nella città natale di Rick in Georgia dopo che si verifica l'apocalisse zombi. È il primo superstite che Rick incontra nell'episodio pilota I giorni andati dopo il risveglio dal coma. Dopo avere salvato Rick gli racconta come è scoppiata l'epidemia. I due si separano con l'intenzione di riunirsi ad Atlanta, ma si perderanno subito dopo la partenza di Rick.
Riappare nella terza stagione, quando incontra Rick, Carl e Michonne, e si scopre che ha perso suo figlio Duane (trasformato in zombi in seguito al morso della madre Jenny). L'uomo appare in uno stato di pazzia, causato dalla perdita del figlio (di cui si ritiene responsabile) e dalla vita condotta in solitudine. Lo si ritrova nella quinta stagione e sembra aver recuperato la salute mentale.
Nella sesta stagione, durante la prigionia del capo dei “lupi” (gruppo di selvaggi che razziano le comunità, uccidono la gente per poi marchiarli con una W sulla fronte) Morgan racconta dell'incontro con Eastman, ex psichiatra forense che oltre a guarirlo dal suo stato di pazzia gli ha insegnato l'arte dell'aikido.

#### Prima stagione
Nella serie televisiva Morgan compare nel primo episodio I giorni andati quando salva Rick da uno zombie subito dopo il risveglio dal coma. Dopo avere appurato che Rick non è una minaccia Morgan gli racconta del periodo successivo all'apocalisse zombi. Rick porta Morgan e Duane al distretto dove lavorava come sceriffo e si riforniscono di armi e munizioni subito prima di partire per Atlanta (dove i Centri per il controllo e la prevenzione delle malattie ha istituito una zona di quarantena) in cerca della moglie Lori e del figlio Carl.
Morgan e Duane troppo legati alla loro casa rimangono in città con la promessa di rimanere in contatto tramite walkie-talkie.

#### Terza stagione
Nell'episodio Ripulire, quando Rick, Carl, e Michonne vanno a King County, Morgan li tiene sotto tiro da un tetto. Ha inizio una sparatoria e Carl spara a Morgan nel petto. Rick togliendogli la camicia scoprirà che aveva indossato un giubbotto antiproiettile. Trascinato dal gruppetto nella casa, evitando le numerose trappole disposte nei dintorni, lo immobilizzano legandolo come misura di sicurezza.
Trovano scritte sulle pareti dalle quali capiscono che Duane era divenuto zombi. Al suo risveglio, dopo una prima colluttazione Rick riesce finalmente a fargli ricordare che i due si conoscono. Morgan dice che ha cercato di contattare Rick ogni mattina per diverse settimane, ma non ha mai risposto alla radio. Viene offerta da Rick la possibilità di unirsi al loro gruppo presso il carcere, ma Morgan si rifiuta perché desideroso di non voler vedere nessuno che muoia.

#### Quinta stagione
Dopo i titoli di coda nell'episodio Preda e cacciatore un uomo mascherato (che si rivela essere Morgan) si vede avvicinarsi all'insegna che Rick aveva in precedenza modificato vicino a Terminus per avvertire i passanti della falsa sicurezza del posto. Subito dopo scorgerà un marchio inciso su un albero.
Morgan riappare dopo i crediti nell'episodio Conclusione, dove si vede che ha continuato a seguire i marchi incisi sugli alberi, che adesso si sa essere stati lasciati da Gareth, leader dei cannibali a Terminus, vicino alla scuola elementare in cui quest'ultimo e i Cacciatori avevano cannibalizzato la gamba di Bob Stookey.
Così facendo Morgan si imbatte nella chiesa di Padre Gabriel, in precedenza visitata dal gruppo di Rick. Qui ritrova una mappa con indicato un percorso fino a Washington che Abraham aveva lasciato da leggere a Rick, riportante anche un messaggio scritto sopra, che gli permette di rendersi conto che il suo amico è ancora vivo.
Lo ritroviamo nel finale di stagione Conquistare, accampato nel bosco quando viene avvicinato da un uomo armato con una W sulla fronte che, egli spiega, simboleggia la sua banda, i "Wolves" (Lupi). L'uomo cerca di sopraffarlo con un compagno nascosto, ma Morgan riesce a tramortirli.
Salverà Daryl e Aaron intrappolati in un'auto circondata da un'orda di zombi in una trappola tesa dai "Lupi". Seguirà i due fino ad Alexandria dove assisterà all'esecuzione di Pete Anderson da parte di Rick sotto ordine di Deanna Monroe a séguito dell'omicidio di Reg, marito di Deanna.

#### Sesta stagione
Durante la sesta stagione Morgan diventa un membro della popolazione dell'Alexandria Safe Zone.
Si scopre in un flashback che egli, dopo un altro dei suoi numerosi incubi, mandò a fuoco casa sua. Viaggiando senza meta, pieno di sensi di colpa, allucinazioni e rabbia incontrò in giorno Eastman, uno psicologo e maestro di Aikido che viveva in una casa nel mezzo del nulla, che, interessato alla sua situazione, decise di curarlo. Morgan però gli chiese costantemente di ucciderlo per "far smettere le voci". Mentre Eastman ritorna dopo la ricerca di provviste, Morgan cerca di attaccarlo per costringerlo a ucciderlo ma fallisce. Successivamente Morgan, su consiglio di Eastman, legge un libro sul buddismo e impara con il tempo a praticare magistralmente L'Aikido ma, bloccandosi, non riesce a uccidere uno zombi che morde Eastman. Questi muore e Morgan, sentendosi in colpa, gli promette che farà tesoro dei suoi insegnamenti.
Protegge la comunità dall'attacco dei Lupi sconfiggendone a molti e catturando il loro leader, Owen. Non lo uccide perché crede che possa essere curato, anche secondo il principio, insegnatosi da Eastman, che ogni vita è importante, ma Owen però prende in ostaggio Denise. Quando i vaganti attaccano Alexandria Morgan combatte fino allo stremo e in mezzo alla confusione trova Owen zombificato e lo uccide. Mette quindi da parte i suoi principi e ritorna ad ammazzare anche i vivi per difesa.
Quando Carol lascerà il gruppo a causa dei suoi sensi di colpa sarà lui ad andare a cercarla, salvandola da morte certa e imbattendosi poi nei soldati del Regno.

#### Settima stagione
Nella settima stagione Morgan diviene aiutante dei soldati del Regno e grande amico di Re Ezekiel.
Durante la sua permanenza nella comunità l'uomo viene a sapere degli accordi tra Re Ezekiel e Gavin, un salvatore, ma promette di non rivelare il segreto al resto della comunità.
Morgan diventa anche amico e mentore di Ben, un ragazzo a cui insegna l'aikido; purtroppo Ben verrà ucciso da Jared, un altro salvatore. Più avanti Morgan scopre che Ben è morto a causa di Richard, un uomo del Regno che ha provato a fare saltare gli accordi tra Re Ezekiel e Gavin, che aveva nascosto una delle provviste; scoperto questo Morgan lo uccide spaccandogli la testa.
Morgan viene a sapere da Daryl della morte di Glenn e Abraham e, nonostante l'amico gli avesse chiesto di non farlo, decide di raccontare tutto a Carol, così insieme torneranno a combattere i salvatori insieme a Rick, portando con loro un nuovo alleato: il regno.

#### Ottava Stagione
Morgan partecipa alla guerra contro i Salvatori insieme alle altre comunità. Sotto la guida del Regno e Carol.
Nelle prime fasi della guerra Morgan insieme a il Regno e Hilltop catturano un gruppo di Salvatori per usarli come ostaggi. Ma durante il viaggio Jared, uno dei Salvatori catturati, comincia a provocare Morgan sulla morte di Benjamin portando egli a credere siano inutili e sia più utile ucciderli. Questo causa una lite tra lui e Jesus che vorrebbe tenerli in vita così da non istigare gli altri ad agire come uno di loro. Questo però permette a Jared, Alden e il suo gruppo di scappare, Morgan li segue armato e, quando comincia a sparare a ognuno di loro, viene fermato da Jesus con cui inizia uno sconto. Il gruppo scappa (ma verranno comunque catturati e imprigionati a Hilltop) e Jesus convince Morgan a tornare al Regno essendo troppo arrabbiato per ragionare. Morgan accetta.
Successivamente i Salvatori, guidati da Gavin, attaccano Il Regno. Morgan, Carol, Ezekiel e Jerry li attaccano di sorpresa nel teatro, uno di loro però sta' per soffocare Morgan ma questi perde di nuovo il controllo e lo uccide sgozzandolo. In preda all'ira inizia a uccidere tutti i Salvatori e insegue Gavin, che stava cercando di scappare. Lo mette finalmente alle strette ma questi viene ucciso alle da spalle da Henry. Morgan rendendosi conto di essere troppo instabile per vivere in una comunità decide, promettendo a Carol, che finita la guerra egli se ne andrà.
Nelle ultime fasi un gruppo di Salvatori fuggiti da Hilltop, seguiti da Jared, catturano Rick e Morgan. Rick vedendo degli zombie in lontananza promette a Jared e i suoi uomini di aiutarli se li liberano. Non vedendo altra scelta li liberano ma Rick e Morgan li uccidono tutti a tradimento. Morgan insegue Jared e lo rinchiude in una stanza con degli zombie che poi lo divorano. Questo però porta Morgan ad avere una serie di allucinazioni delle persone da lui uccise.
Nell'ultima fase della guerra Morgan, insieme a tutte le comunità, sconfiggono i Salvatori uccidendone molti e catturandone altri, e infine è Rick stesso a sconfiggere Negan. Come da promessa Morgan se ne va salutando Carol e gli abitanti del Regno. Morgan scompare dalla circolazione.

### Fear the Walking Dead

#### Stagione 4
Poco dopo la guerra con i Salvatori Morgan riceve la visita nella discarica da Jesus, Carol e Rick che tentano tutti separatamente di convincere Morgan a tornare con loro. Rick avverte Morgan che non importa quanto lontano corre, alla fine si ritroverà con loro. Successivamente, Morgan lascia la discarica e si dirige a ovest, finendo in Texas dove incontra John Dorie. Dopo essersi imbattuti in un gruppo ostile di sopravvissuti, i due uomini vengono salvati da una giornalista di nome Althea e poi catturati da Victor Strand, Luciana Galvez, Nick e Alicia Clark. All'inizio, Morgan tenta di stare fuori dagli affari dei suoi nuovi amici, oltre a tentare di convincere Nick a lasciare andare il suo percorso di vendetta che termina con la morte di Nick. Dopo aver ascoltato la storia di John e del suo amore per la donna che conosceva come Laura, Morgan decide di inseguire i suoi nuovi amici e tentare di fermare la loro guerra con gli "Avvoltoi", senza successo. Per salvare la vita di John dopo che gli hanno sparato, Morgan, Al, June, che è la donna che John conosceva come Laura e una giovane ragazza di nome Charlie, tornano allo stadio di baseball Del Diamond dove il gruppo di Alicia aveva formato una comunità prima che fosse distrutta dagli avvoltoi. Morgan aiuta a ottenere le forniture mediche necessarie e usa le sue stesse esperienze per convincere Alicia a non vendicarsi di June e Charlie.
Morgan decide di tornare ad Alessandria per dire a Rick che aveva ragione: Morgan, dopotutto, ha trovato la strada per tornare da loro. Durante questo periodo, il gruppo di Morgan scopre che una serie di camionisti guidati da un uomo chiamato Polar Bear hanno lasciato rifornimenti lungo le strade per chiunque ne avesse bisogno. Tuttavia, un potente uragano colpisce, separando il gruppo. Mentre si rifugia in un semirimorchio durante la tempesta, Morgan viene accidentalmente trasportato nel Mississippi dove fa tre nuove amicizie con Jim, Sarah e Wendell. Il gruppo torna in Texas, lasciando scatole di rifornimenti appartenenti al camionista originale lungo la strada per gli altri sopravvissuti, ma entra in conflitto con una donna di nome Martha che è diventata pazza dopo avere perso il marito in un incidente d'auto e nessuno che l'abbia aiutata. Dopo aver visto le videocassette di Al, Martha vede l'affermazione di Morgan che "perdo le persone e poi perdo me stessa" e si propone di rendere Morgan forte uccidendo i suoi amici.
Morgan e il gruppo vengono messi alle strette in un ospedale e Jim viene morso. Incolpando se stesso per la loro situazione, Morgan tenta di sacrificarsi per permettere ai suoi amici di scappare, ma tornano e salvano Morgan mentre Jim si sacrifica in modo che tutti possano scappare. Morgan decide di guidare il suo nuovo gruppo ad Alessandria, ma tenta prima di aiutare Martha che ha avvelenato gli altri con l'antigelo. Incapace di aiutare i suoi amici, Morgan quasi si perde ancora una volta, ma riprende il controllo e intraprende un arduo viaggio per salvare gli altri. Morgan riesce a raggiungere gli altri in tempo e ha contrastare l'avvelenamento da antigelo attraverso l'etanolo nella birra del birrificio di Jim. Al ritorno per aiutare Martha si scopre che ha ceduto a una massiccia infezione da una precedente ferita da arma da fuoco non trattata e Morgan la mette a terra e la seppellisce.
Morgan, ispirato dal suo conflitto con Martha, sceglie di non tornare ad Alessandria. Invece decide di rilevare una fabbrica di jeans e usarla e le risorse lasciate da Polar Bear per aiutare altri sopravvissuti bisognosi. Il resto del gruppo sceglie di unirsi agli sforzi di Morgan invece di andare per strade separate o ad Alessandria.

#### Stagione 5
Morgan guida la maggior parte dei suoi amici ad aiutare un sopravvissuto di nome Logan. Nei mesi trascorsi da quando hanno iniziato i loro sforzi il gruppo non ha avuto alcun successo poiché tutti sono morti, dispersi o non vogliono essere trovati. Morgan, Alicia, Al, John, June e Luciana cadono in un incidente aereo che lascia Luciana gravemente ferita, costringendo gli altri a respingere un branco di vaganti mentre June libera Luciana. Con l'aiuto di un gruppo di bambini, riescono a scappare, ma incontrano segni di radiazioni elevate e uno strano blocco dei deambulatori. Alla vicina fermata del camion appartenente a Polar Bear, Morgan entra in contatto con Logan, solo per scoprire che è l'ex partner di Polar Bear che li ha ingannati in modo che potesse rilevare la fabbrica.
il gruppo di Morgan cerca Al che è scomparso mentre esaminava uno strano vagante sul luogo dell'incidente aereo. Dopo aver incontrato un altro posto di blocco che avverte di radiazioni elevate, Morgan invia due vaganti, cadendo in una trappola appartenente a una donna di nome Grace. Una volta che la situazione è stata disinnescata, Grace spiega che il deambulatore con cui Morgan aveva lottato è radioattivo a causa della fusione del reattore in una centrale elettrica vicina. Morgan è costretto a sottoporsi alla decontaminazione e a scartare definitivamente il suo bastone da combattimento poiché è stato contaminato oltre la pulizia. Si scopre che Grace è la leader di un gruppo di sopravvissuti che hanno usato la pianta come base fino a quando il crollo ha ucciso il resto e ha trasformato i loro cadaveri rianimati radioattivi. Morgan e Alicia aiutano Grace a controllare il luogo dell'incidente e fortunatamente determinano che nessuno dei vaganti con cui avevano combattuto in precedenza era contaminato, ma affrontano un'altra mandria con un vagante radioattivo. Morgan aiuta Grace ad affrontare il vagante mentre Alicia si prende cura del resto della mandria. Morgan in seguito parla con Alicia della sua crescente incoscienza e vengono chiamati in un campeggio dove John e June hanno trovato i resti di altri vaganti radioattivi e dei residenti rianimati che hanno contratto la malattia da radiazioni dopo aver bruciato i corpi. Sebbene Morgan offra il loro aiuto per affrontare il resto, Grace rifiuta e rivela di avere una malattia terminale da radiazioni. Morgan e Grace promettono di tenersi in contatto e Grace chiede a Morgan di farle sapere se incontrano altri suoi amici in modo che possa metterli giù in sicurezza.
Nel finale viene colpito da Virginia. Riesce a registrare un messaggio finale al suo gruppo, dicendo loro di andare avanti. Sviene quando i vaganti si avvicinano a lui, lasciando il suo destino sconosciuto.

## Personalità e abilità
Poco si conosce della vita di Morgan prima dell'epidemia zombi a eccezione del fatto che avesse una moglie, Jenny, e un figlio, Duane. Padre affettuoso e marito devoto, preferirà non lasciare casa sua con il figlio per non allontanarsi dalla moglie morta ormai divenuta uno zombie.
Morgan è un abile tiratore e sembra possedere conoscenze avanzate di pianificazione, caccia e tecniche di sopravvivenza. Dopo la morte del figlio trascorrerà parte della vita in solitudine finché non farà la conoscenza del buon Eastman. Dopo avere appreso le tecniche dell'Aikidō da quest'ultimo, la sua arma principale sarà il bastone, divenendo così abile nel suo utilizzo da riuscire a sconfiggere senza problemi quattro uomini dei Lupi contemporaneamente.